# NGC 3764
NGC 3764 је галаксија у сазвежђу Лав која се налази на NGC листи објеката дубоког неба.
Деклинација објекта је + 17° 53' 21" а ректасцензија 11h 36m 54,5s. Привидна величина (магнитуда) објекта NGC 3764 износи 14,7 а фотографска магнитуда 15,7. NGC 3764 је још познат и под ознакама MCG 3-30-20, CGCG 97-25, 2ZW 52, NPM1G +18.0302, PGC 35930.